# Shirlen Nascimento
Shirlen Nascimento (20 de marzo de 2000) es una deportista brasileña que compite en judo. Ganó una medalla de bronce en el Campeonato Mundial de Judo de 2025 y una medalla de oro en el Campeonato Panamericano de Judo de 2025.

## Palmarés internacional
| Campeonato Mundial      | Campeonato Mundial | Campeonato Mundial | Campeonato Mundial |
| Año                     | Lugar              | Medalla            | Categoría          |
| ----------------------- | ------------------ | ------------------ | ------------------ |
| 2025                    | Budapest (Hungría) | Medalla de bronce  | –57 kg             |
| Campeonato Panamericano |                    |                    |                    |
| Año                     | Lugar              | Medalla            | Categoría          |
| 2025                    | Santiago (Chile)   | Medalla de oro     | –57 kg             |